# Neuvelle-lès-Voisey
Neuvelle-lès-Voisey là một xã thuộc tỉnh Haute-Marne trong vùng Grand Est đông bắc nước Pháp. Xã này nằm ở khu vực có độ cao trung bình 246 mét trên mực nước biển.